# Tanja Ostojić
Tanja Ostojić (Titovo Užice, Yugoslavia, 19 de agosto de 1972) es una artista perfomática feminista basada en Berlín. Su trabajo se inspira en su propia experiencia como ciudadana para denunciar las dificultades de las personas que no tienen documentación europea. Ha vivido en Serbia, Eslovenia, Francia y Alemania, pero se niega a asumir ninguna nacionalidad en particular.

## Trayectoria
Nació en Yugoslavia y estudió arte en Belgrado y Nantes. Ostojić trabaja en el tema de la "arrogancia de la EU" con respecto a la integración de Europa de los países del Este. Para la ciudadanía de esta zona y en particular para las mujeres sólo es posible ser residentes en la EU, denuncia, a través del matrimonio, lo que Ostojić describe como una forma de la prostitución. 
De 2000 a 2003, se posicionó públicamente sobre ello con la obra  "Buscando un marido con un pasaporte de la EU", en el que ella con una foto desnuda y con la cabeza y el pubis rapado creó un anuncio en internet para buscar marido con la dirección de correo electrónico: "Hottanja@HottMail.com". Recibió 500 mensajes de los posibles candidatos. El proyecto dio lugar a un matrimonio real con un artista alemán K.G. y todo el proceso fue considerado una obra de arte. Se separaron en 2005 y crearon de nuevo una performance en línea.
En la Bienal de Venecia en 2001, su actuación "Voy a ser tu ángel" incluyó su seguimiento al curador independiente e historiador de arte Harald Szeemann -teniendo a su disposición un presupuesto importante - donde durante varios días,  simplemente le sonreía con cariño todo el tiempo.  El "gran subversivo" Szeemann no vio el lado divertido y se aseguró de que quedara excluida de todos sus proyectos.

### Las bragas de la EU
En diciembre del 2005 fue reconocida en Europa a raíz del póster "EU Panties", una sátira de Gustave Courbet L'Origine du monde. Ostojić mostró su versión propia de la entrepierna, con ropa interior azul decorada con la bandera de la Unión Europea. La imagen fue pensada como una sugerencia irónica para denunciar que las mujeres extranjeras sólo son bienvenidas en Europa cuando enseñan su ropa interior.
Junto con otras obras de una exposición de arte permanente, el cartel fue seleccionado para promover públicamente a Austria para la presidencia del Consejo de la Unión Europea. El periódico de Viena Kronen Zeitung consideró que la selección era un escándalo expresando su indignación por el financiación por parte del estado de lo que consideró pornografía y su preocupación por la imagen mundial de Austria  Los políticos de todos los partidos se unieron destruyendo el cartel.  Desde entonces, la imagen que ya había sido mostrada en varias ocasiones sin un título se ha denominado de manera informal "Bombachas de la UE"(en alemán: EU-Unterhose).